# Садок (Пермский край)
Садок — деревня в Кунгурском районе Пермского края в составе Сергинского сельского поселения.

## География
Деревня находится в северной части Кунгурского района недалеко от левого берега Сылвы примерно в 3 километрах от села Серга на запад.

## Климат
Климат умеренно-континентальный с продолжительной снежной зимой и коротким, умеренно-тёплым летом. Средняя температура июля составляет +17,8 0С, января −15,6 0С. Среднегодовая температура воздуха составляет +1,3 °С. Средняя продолжительность периода с отрицательными температурами составляет 168 дней и продолжительность безморозного периода 113 дней. Среднее годовое количество осадков составляет 539 мм.

## История
Известна с 1782 года как деревня Подслудная. В настоящая время имеет дачный характер.

## Население
Постоянное население составляло 2 человека в 2002 году (100 % русские), 0 человек в 2010 году.